# Siphocampylus imbricatus
Siphocampylus imbricatus là loài thực vật có hoa trong họ Hoa chuông. Loài này được (Cham.) G.Don miêu tả khoa học đầu tiên năm 1834.